# Грегоар Делакур
Грегоар Делакур (на френски: Grégoire Delacourt) е френски писател.

## Биография
Роден е на 26 юли 1960 година във Валансиен. Завършва йезуитски колеж в Амиен, след което започва да следва право в Гренобълския университет, но скоро се отказва и в продължения на десетилетия работи в областта на рекламата, основавайки през 2004 година собствена агенция. Започва да пише късно, като след 2011 година издава няколко романа, които получават различни литературни награди.